# Æseløre
Æseløre er en bøjet side sat i en bog - som regel øverst. Det benyttes i stedet for et bogmærke til at huske, hvor man er nået til.
| Bog | Spire Denne artikel om bøger og tidsskrifter er en spire som bør udbygges. Du er velkommen til at hjælpe Wikipedia ved at udvide den. |